# Akita (miasto)
Akita (jap. 秋田市 Akita-shi) – miasto i port morski w Japonii w północno-wschodniej części wyspy Honsiu nad Morzem Japońskim. Stolica prefektury Akita. Ma powierzchnię 906,07 km². W 2020 r. mieszkały w nim 307 672 osoby, w 136 634 gospodarstwach domowych  (w 2010 r. 323 600 osób, w 131 074 gospodarstwach domowych) .

## Historia

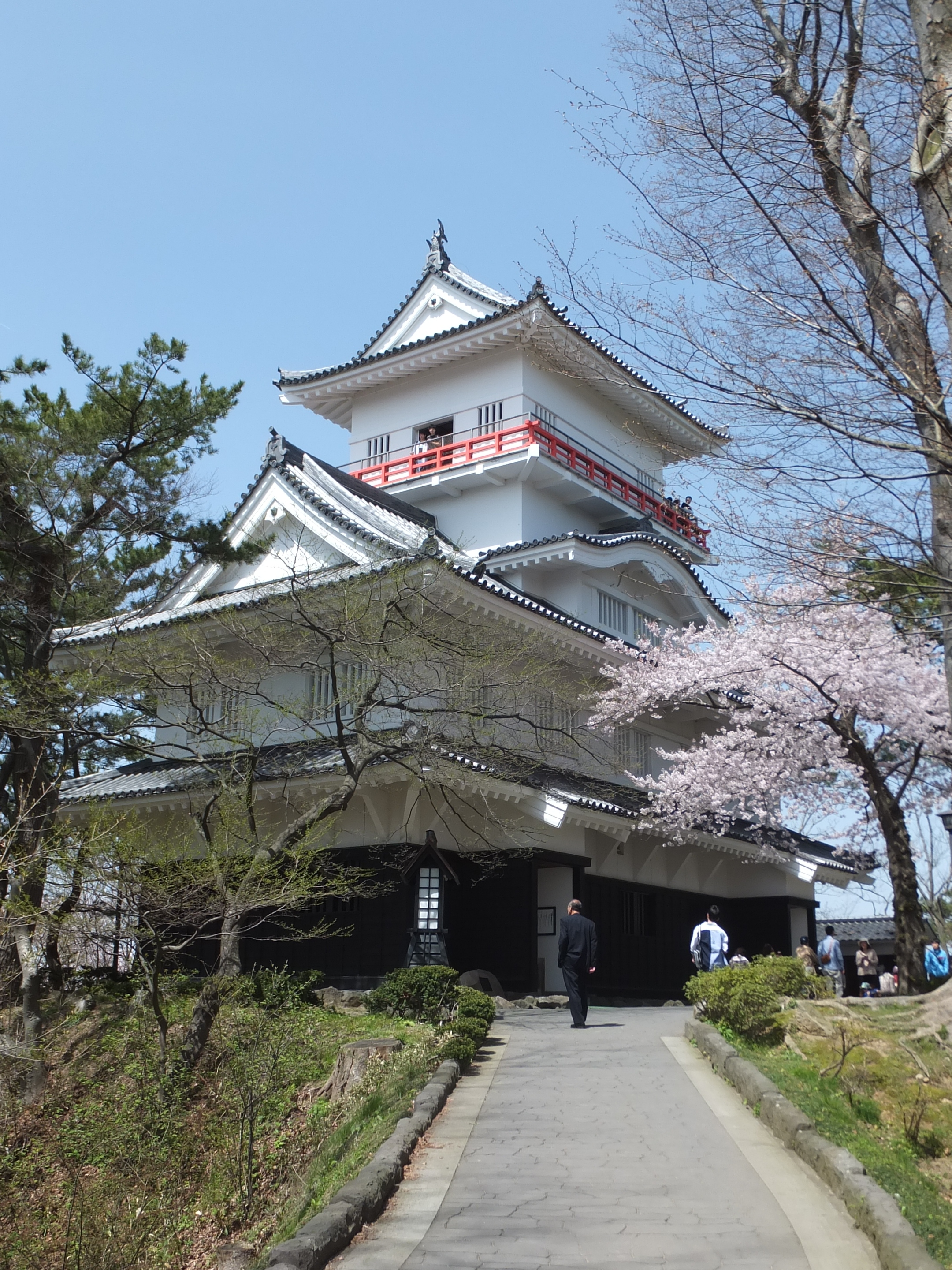
Wieża zamku Kubota

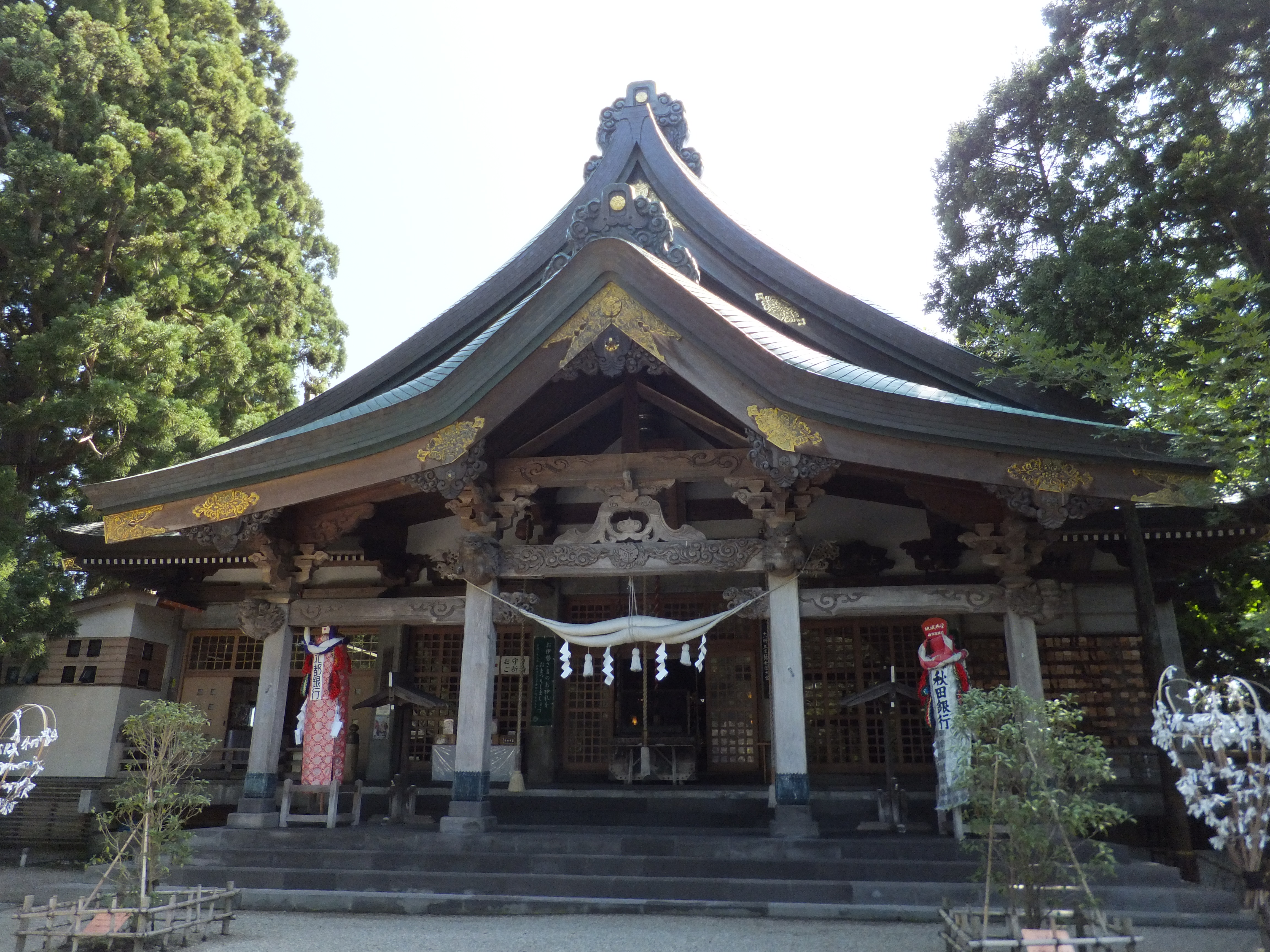
Chram Taiheizan Miyoshi Jinja

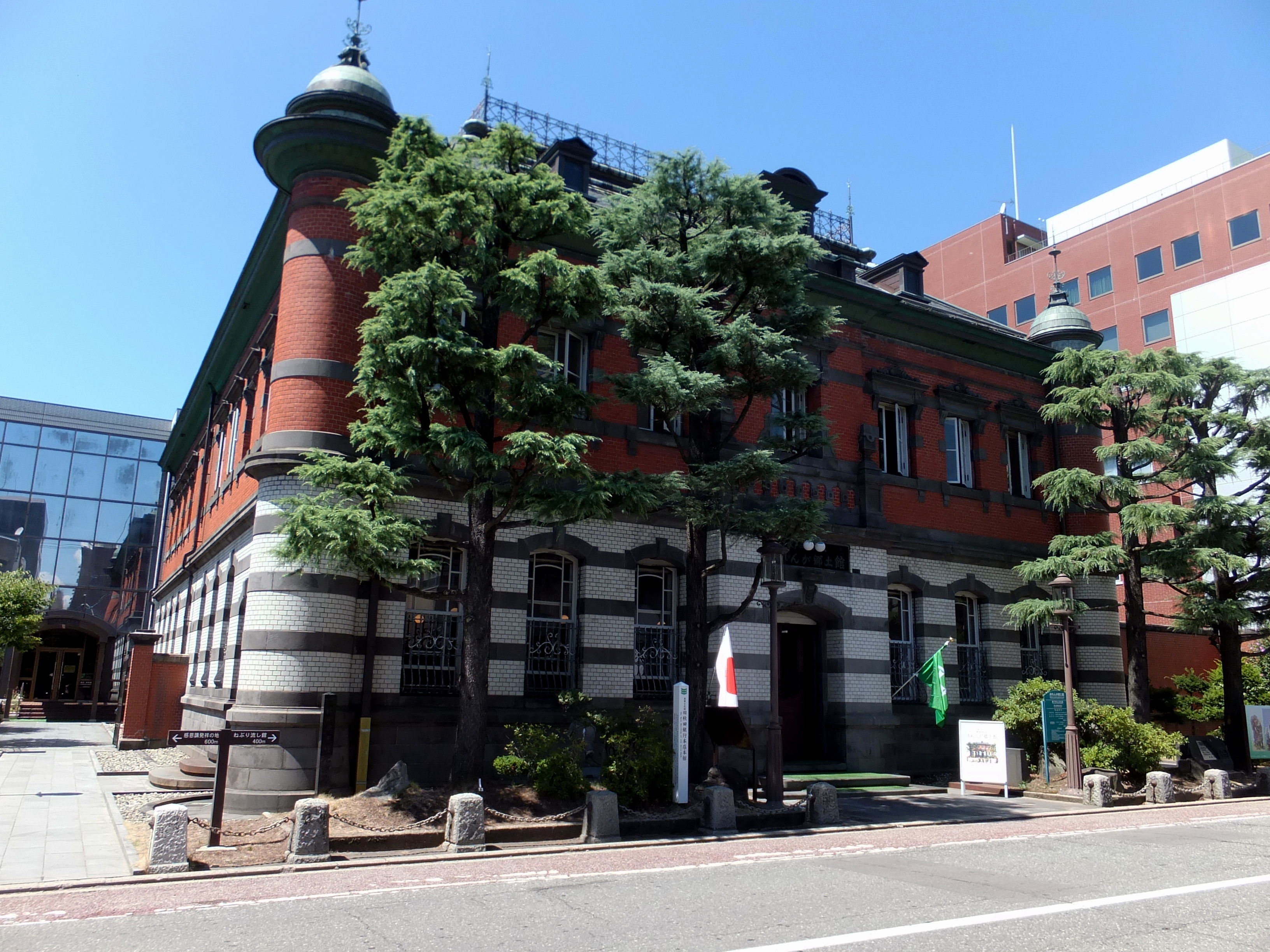
Akita Akarengakan Museum

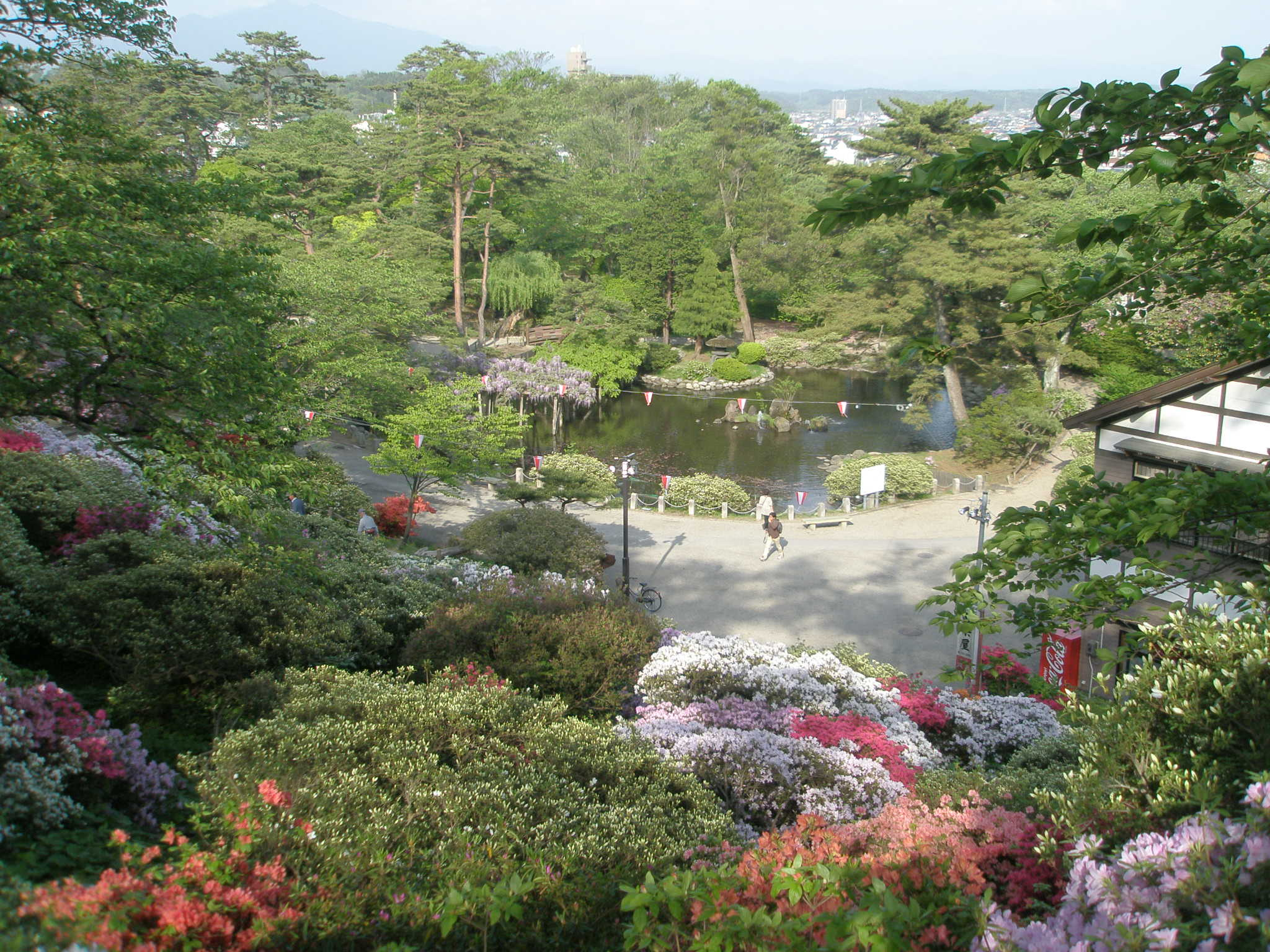
Park Senshū

W XVII wieku znajdował się tu zamek rodu Satake. Miasto ustanowiono 1 kwietnia 1889 roku. 21 października 1902 otwarto dworzec kolejowy Akita. 22 czerwca 1925 ruszyła komunikacja autobusowa, a 17 grudnia 1931 trolejbusowa. 1 kwietnia 1941 roku włączono w skład Akity miejscowości Tsuchizaki Minato, Terauchi, Hiroyamada i Araya. 16 czerwca 1954 otwarto szpital miejski, a 1 października tego samego roku do miasta przyłączono 12 otaczających je wiosek. 26 września 1961 roku otwarty został port lotniczy w Akita, a 26 czerwca 1981 nowy port lotniczy w Yuwa. 25 lipca 1991 ukończono budowę autostrady Akita Jidōsha-dō na odcinku z Akity do Yokote. 22 marca 1997 roku zaczął kursować Akita Shinkansen. 1 czerwca 2005 roku do Akity włączono sąsiednie miasteczka: Kawabe i Yuwa.
Klasztor Służebnic Eucharystii w Akita był w latach 1973–1981 miejscem objawień maryjnych i jest ośrodkiem kultu Matki Bożej z Akity.

## Geografia

Akita w prefekturze Akita

Miasto leży w środkowo-zachodniej części prefektury nad Morzem Japońskim i rzeką Omono-gawa. Zajmuje powierzchnię 906,07 km². Graniczy z miastami: Daisen, Katagami, Yurihonjō, Kitaakita i Semboku.

### Transport
Przez miasto przechodzą linie kolejowe Akita Shinkansen, Ōu-honsen i Uetsu-honsen, autostrady Akita Jidōsha-dō i Nihonkai Tōhoku Jidōsha-dō oraz drogi: 7, 13 i 341. Znajduje się tu także port lotniczy Akita.

## Demografia
| 1995    | 2000    | 2005    | 2010    | 2015    | 2020    |
| ------- | ------- | ------- | ------- | ------- | ------- |
| 331 597 | 336 646 | 333 109 | 323 600 | 315 814 | 307 672 |

## Gospodarka
W mieście funkcjonuje przemysł rafineryjny, chemiczny i celulozowo-papierniczy oraz rzemiosło artystyczne.

## Oświata
W mieście znajdują się uczelnie Akita International University oraz North Asia University.

## Kultura
Dużą atrakcją turystyczną jest odbywający się w każdy sierpień festiwal latarni Kantō Matsuri. W parku Senshū znajdują się: zamek Kubota i Sakate Historical Museum. W mieście odwiedzić można również Akita Senshu Museum of Art, Akita University Mining Museum, Akita Prefectural Museum i Akita Akarenga-kan Museum. Do zabytków należą m.in.: ruiny zamku Akita-jō, świątynie Tentokuji i Hodaji.

## Polityka
Miasta partnerskie:
- Japonia: Hitachiōta, Daigo
- Chiny: Lanzhou
- Niemcy: Pasawa
- Stany Zjednoczone: Kenai, St. Cloud
- Rosja: Władywostok